# اسکار لوپس (بازیکن فوتبال، زاده ۱۹۸۰)
اسکار لوپس (اسپانیایی: Óscar López‎؛ زادهٔ ۱۱ مهٔ ۱۹۸۰) بازیکن فوتبال اهل اسپانیا است.
از باشگاه‌هایی که در آن بازی کرده‌است می‌توان به باشگاه ورزشی لاتزیو، باشگاه فوتبال بارسلونا سی، باشگاه فوتبال نومانسیا، باشگاه فوتبال رئال بتیس، باشگاه خیمناستیک تاراگونا، باشگاه فوتبال بارسلونا بی، باشگاه فوتبال گو اهد ایگلز، و باشگاه فوتبال بارسلونا اشاره کرد.